# Sandro Munari
Sandro Munari (* 27. März 1940 in Cavarzere (VE)) ist ein ehemaliger italienischer Rallyefahrer.

## Karriere
Sandro Munari fuhr in den 1960er und 1970er Jahren zahlreiche Erfolge bei nationalen und internationalen Rallyes ein, meist mit Lancia. So gewann er unter anderem fünf Mal die Rallye Monte Carlo und wurde 1973 Rallye-Europameister und 1977 erster inoffizieller Rallye-Weltmeister.

## Klassifikationen

### WRC-Siege
| Nr. | Rallye             | Jahr | Beifahrer      | Auto              |
| --- | ------------------ | ---- | -------------- | ----------------- |
| 01  | Rallye San Remo    | 1974 | Mario Mannucci | Lancia Stratos HF |
| 02  | Rallye Kanada      | 1974 | Mario Mannucci | Lancia Stratos HF |
| 03  | Rallye Monte Carlo | 1975 | Mario Mannucci | Lancia Stratos HF |
| 04  | Rallye Monte Carlo | 1976 | Silvio Maiga   | Lancia Stratos HF |
| 05  | Rallye Portugal    | 1976 | Silvio Maiga   | Lancia Stratos HF |
| 06  | Rallye Korsika     | 1976 | Silvio Maiga   | Lancia Stratos HF |
| 07  | Rallye Monte Carlo | 1977 | Silvio Maiga   | Lancia Stratos HF |

### Einzelergebnisse WRC
| Jahr | Team                 | Fahrzeug                    | 1   | 2   | 3   | 4   | 5   | 6   | 7   | 8   | 9   | 10  | 11  | 12  | 13  | Punkte | Rang |
| ---- | -------------------- | --------------------------- | --- | --- | --- | --- | --- | --- | --- | --- | --- | --- | --- | --- | --- | ------ | ---- |
| 1973 | Sandro Munari        | Lancia Fulvia 1.6 Coupé HF  | MON | SWE | POR | KEN | MAR | GRE | POL | FIN | AUT | ITA | USA | GBR | FRA | 0      | –    |
| 1973 | Sandro Munari        | Lancia Fulvia 1.6 Coupé HF  | DNF |     |     |     |     |     |     |     |     |     |     |     |     | 0      | –    |
| 1974 | Sandro Munari        | Lancia Fulvia 1.6 Coupé HF  | POR | KEN | FIN | ITA | CAN | USA | GBR | FRA |     |     |     |     |     | 0      | –    |
| 1974 | Sandro Munari        | Lancia Fulvia 1.6 Coupé HF  | 3   |     |     |     |     |     |     |     |     |     |     |     |     | 0      | –    |
| 1974 | Sandro Munari        | Lancia Stratos HF           |     |     |     |     |     |     |     |     |     |     |     |     |     | 0      | –    |
| 1974 | Sandro Munari        |                             |     |     | 1   | 1   | DNF |     | DNF |     |     |     |     |     |     | 0      | –    |
| 1974 | Lancia               |                             |     |     |     |     |     |     |     |     |     |     |     |     |     | 0      | –    |
| 1974 |                      |                             |     |     |     | 3   |     |     |     |     |     |     |     |     |     | 0      | –    |
| 1975 | Lancia               | Lancia Stratos HF           | MON | SWE | KEN | GRE | MAR | POR | FIN | ITA | FRA | GBR |     |     |     | 0      | –    |
| 1975 | Lancia               | Lancia Stratos HF           | 1   |     |     |     |     |     |     |     |     |     |     |     |     | 0      | –    |
| 1975 | Sandro Munari        | Lancia Stratos HF           |     |     |     |     |     |     |     |     |     |     |     |     |     | 0      | –    |
| 1975 |                      | Lancia Stratos HF           |     | 2   |     |     |     |     | DNF | DNF |     |     |     |     |     | 0      | –    |
| 1975 | Lancia Alitalia      | Lancia Stratos HF           |     |     |     |     |     |     |     |     |     |     |     |     |     | 0      | –    |
| 1975 |                      | Lancia Stratos HF           |     |     |     |     |     |     | DNF |     |     |     |     |     |     | 0      | –    |
| 1976 | Sandro Munari        | Lancia Stratos HF           | MON | SWE | KEN | GRE | MAR | POR | FIN | ITA | FRA | GBR |     |     |     | 0      | –    |
| 1976 | Sandro Munari        | Lancia Stratos HF           | 1   |     | DNF |     | 3   |     |     | 2   | 1   |     |     |     |     | 0      | –    |
| 1976 | Lancia Alitalia      | Lancia Stratos HF           |     |     |     |     |     |     |     |     |     |     |     |     |     | 0      | –    |
| 1976 |                      | Lancia Stratos HF           |     |     |     |     | 1   |     |     |     | 4   |     |     |     |     | 0      | –    |
| 1977 | Lancia Alitalia      | Lancia Stratos HF           | MON | SWE | POR | KEN | NZL | GRE | FIN | CAN | ITA | FRA | GBR |     |     | 0      | –    |
| 1977 | Lancia Alitalia      | Lancia Stratos HF           | 1   |     |     |     |     |     |     |     |     |     |     |     |     | 0      | –    |
| 1977 | Sandro Munari        | Lancia Stratos HF           |     |     |     |     |     |     |     |     |     |     |     |     |     | 0      | –    |
| 1977 |                      | Lancia Stratos HF           |     |     | 3   |     |     |     |     | DNF | DNF | 25  |     |     |     | 0      | –    |
| 1978 | Sandro Munari        | Lancia Stratos HF           | MON | SWE | KEN | POR | GRE | FIN | CAN | ITA | CIV | FRA | GBR |     |     | 0      | –    |
| 1978 | Sandro Munari        | Lancia Stratos HF           | DNF |     |     |     |     |     |     |     |     |     |     |     |     | 0      | –    |
| 1978 | Sandro Munari        | Fiat 131 Abarth             |     |     |     |     |     |     |     |     |     |     |     |     |     | 0      | –    |
| 1978 | Sandro Munari        |                             |     |     | DNF | DNF |     |     | DNF |     | 3   |     |     |     |     | 0      | –    |
| 1978 | Lancia Pirelli       | Lancia Stratos HF           |     |     |     |     |     |     |     |     |     |     |     |     |     | 0      | –    |
| 1978 | Lancia Pirelli       | Lancia Stratos HF           |     |     |     |     |     |     |     | DNF |     |     |     |     |     | 0      | –    |
| 1979 | Alitalia Fiat        | Fiat 131 Abarth             | MON | SWE | POR | KEN | GRE | NZL | FIN | ITA | CAN | FRA | GBR | CIV |     | 1      | 73   |
| 1979 | Alitalia Fiat        | Fiat 131 Abarth             | 10  |     |     |     |     |     |     |     |     |     |     |     |     | 1      | 73   |
| 1980 | Sandro Munari        | Fiat 131 Abarth             | MON | SWE | POR | KEN | GRE | ARG | FIN | NZL | ITA | FRA | GBR | CIV |     | 6      | 36   |
| 1980 | Sandro Munari        | Fiat 131 Abarth             |     |     |     |     |     |     |     |     | 6   |     |     |     |     | 6      | 36   |
| 1981 | Sandro Munari        | Dodge Ramcharger            | MON | SWE | POR | KEN | FRA | GRE | ARG | BRA | FIN | ITA | CIV | GBR |     | 0      | –    |
| 1981 | Sandro Munari        | Dodge Ramcharger            | DNF |     |     |     |     |     |     |     |     |     |     |     |     | 0      | –    |
| 1982 | Sandro Munari        | Porsche 911 SC              | MON | SWE | POR | KEN | FRA | GRE | NZL | BRA | FIN | ITA | CIV | GBR |     | 0      | –    |
| 1982 | Sandro Munari        | Porsche 911 SC              | DNF |     |     |     |     |     |     |     |     |     |     |     |     | 0      | –    |
| 1983 | Autodelta            | Alfa Romeo Alfetta GTV6     | MON | SWE | POR | KEN | FRA | GRE | NZL | ARG | FIN | ITA | CIV | GBR |     | 0      | –    |
| 1983 | Autodelta            | Alfa Romeo Alfetta GTV6     | DNF |     |     |     |     |     |     |     |     |     |     |     |     | 0      | –    |
| 1984 | International Casino | Toyota Celica Twincam Turbo | MON | SWE | POR | KEN | FRA | GRE | NZL | ARG | FIN | ITA | CIV | GBR |     | 0      | –    |
| 1984 | International Casino | Toyota Celica Twincam Turbo | DNF |     |     |     |     |     |     |     |     |     |     |     |     | 0      | –    |

Bemerkung: Erst im Jahr 1979 wurde zum ersten Mal ein offizieller Fahrerweltmeister ermittelt.
Quelle: 
| Legende  | Legende            | Legende                                                          |
| Farbe    | Abkürzung          | Bedeutung                                                        |
| -------- | ------------------ | ---------------------------------------------------------------- |
| Gold     | –                  | Sieg                                                             |
| Silber   | –                  | 2. Platz                                                         |
| Bronze   | –                  | 3. Platz                                                         |
| Grün     | –                  | Platzierung in den Punkten                                       |
| Blau     | –                  | Klassifiziert außerhalb der Punkteränge                          |
| Violett  | DNF                | Rennen nicht beendet (did not finish)                            |
| Violett  | NC                 | nicht klassifiziert (not classified)                             |
| Rot      | DNQ                | nicht qualifiziert (did not qualify)                             |
| Rot      | DNPQ               | in Vorqualifikation gescheitert (did not pre-qualify)            |
| Schwarz  | DSQ                | disqualifiziert (disqualified)                                   |
| Weiß     | DNS                | nicht am Start (did not start)                                   |
| Weiß     | WD                 | zurückgezogen (withdrawn)                                        |
| Hellblau | PO                 | nur am Training teilgenommen (practiced only)                    |
| Hellblau | TD                 | Freitags-Testfahrer (test driver)                                |
| ohne     | DNP                | nicht am Training teilgenommen (did not practice)                |
| ohne     | INJ                | verletzt oder krank (injured)                                    |
| ohne     | EX                 | ausgeschlossen (excluded)                                        |
| ohne     | DNA                | nicht erschienen (did not arrive)                                |
| ohne     | C                  | Rennen abgesagt (cancelled)                                      |
| ohne     | keine WM-Teilnahme |                                                                  |
| sonstige | P/fett             | Pole-Position                                                    |
| sonstige | 1/2/3/4/5/6/7/8    | Punktplatzierung im Sprint-/Qualifikationsrennen                 |
| sonstige | SR/kursiv          | Schnellste Rennrunde                                             |
| sonstige | *                  | nicht im Ziel, aufgrund der zurückgelegten Distanz aber gewertet |
| sonstige | ()                 | Streichresultate                                                 |
| sonstige | unterstrichen      | Führender in der Gesamtwertung                                   |

### Sebring-Ergebnisse
| Jahr | Team         | Fahrzeug         | Teamkollege      | Teamkollege | Platzierung | Ausfallgrund |
| ---- | ------------ | ---------------- | ---------------- | ----------- | ----------- | ------------ |
| 1967 | H.F. Squadra | Lancia Fulvia HF | Claudio Maglioli | Leo Cella   | Rang 14     |              |

### Einzelergebnisse in der Sportwagen-Weltmeisterschaft
| Saison | Team             | Rennwagen      | 1   | 2   | 3   | 4   | 5   | 6   | 7   | 8   | 9   | 10  | 11  | 12  | 13  | 14  |
| ------ | ---------------- | -------------- | --- | --- | --- | --- | --- | --- | --- | --- | --- | --- | --- | --- | --- | --- |
| 1966   |                  | Lancia Fulvia  | DAY | SEB | MON | TAR | SPA | NÜR | LEM | MUG | CCE | HOK | SIM | NÜR | ZEL |     |
| 1966   |                  | Lancia Fulvia  |     |     |     |     | 12  |     |     |     |     |     |     |     |     |     |
| 1967   | Lancia           | Lancia Fulvia  | DAY | SEB | MON | SPA | TAR | NÜR | LEM | HOK | MUG | BRH | CCE | ZEL | OVI | NÜR |
| 1967   | Lancia           | Lancia Fulvia  |     | 14  |     |     | DNF |     |     |     | 9   |     |     |     |     |     |
| 1968   | Lancia           | Lancia Fulvia  | DAY | SEB | BRH | MON | TAR | NÜR | SPA | WAT | ZEL | LEM |     |     |     |     |
| 1968   | Lancia           | Lancia Fulvia  |     | 11  |     |     |     |     |     |     |     |     |     |     |     |     |
| 1969   | Lancia           | Lancia Fulvia  | DAY | SEB | BRH | MON | TAR | SPA | NÜR | LEM | WAT | ZEL |     |     |     |     |
| 1969   | Lancia           | Lancia Fulvia  |     |     |     |     | 9   |     | 27  |     |     |     |     |     |     |     |
| 1970   | Lancia           | Lancia Fulvia  | DAY | SEB | BRH | MON | TAR | SPA | NÜR | LEM | WAT | ZEL |     |     |     |     |
| 1970   | Lancia           | Lancia Fulvia  |     | 9   |     |     |     |     |     |     |     |     |     |     |     |     |
| 1971   | Lancia           | Lancia Fulvia  | BUA | DAY | SEB | BRH | MON | SPA | TAR | NÜR | LEM | ZEL | WAT |     |     |     |
| 1971   | Lancia           | Lancia Fulvia  |     |     |     | DNF |     |     |     |     |     |     |     |     |     |     |
| 1972   | Scuderia Ferrari | Ferrari 312PB  | BUA | DAY | SEB | BRH | MON | SPA | TAR | NÜR | LEM | ZEL | WAT |     |     |     |
| 1972   | Scuderia Ferrari | Ferrari 312PB  |     |     |     |     |     |     | 1   |     |     | 4   |     |     |     |     |
| 1973   | Lancia           | Lancia Stratos | DAY | VAL | DIJ | MON | SPA | TAR | NÜR | LEM | ZEL | WAT |     |     |     |     |
| 1973   | Lancia           | Lancia Stratos |     |     | 2   |     |     |     |     |     |     |     |     |     |     |     |